# La Chapelle-Souëf
La Chapelle-Souëf ist eine französische Gemeinde mit 245 Einwohnern (Stand: 1. Januar 2022) im Département Orne in der Region Normandie. Sie gehört zum Arrondissement Mortagne-au-Perche und zum Kanton Ceton. 

## Lage
Das Gemeindegebiet wird vom Bach Coudre durchquert, ganz im Südosten mündet sein Zufluss Rozière.
Nachbargemeinden sind Appenai-sous-Bellême im Nordwesten, Belforêt-en-Perche mit Sérigny im Norden, Dame-Marie im Nordosten, Saint-Cyr-la-Rosière im Osten, Val-au-Perche mit Gémages im Südosten, Saint-Germain-de-la-Coudre im Südwesten und Igé im Westen.

## Bevölkerungsentwicklung
| Jahr      | 1962 | 1968 | 1975 | 1982 | 1990 | 1999 | 2008 | 2015 |
| --------- | ---- | ---- | ---- | ---- | ---- | ---- | ---- | ---- |
| Einwohner | 335  | 308  | 286  | 251  | 237  | 239  | 297  | 265  |

## Sehenswürdigkeiten
- Château des Feugerets, Monument historique seit 2001
- Kirche Saint-Pierre

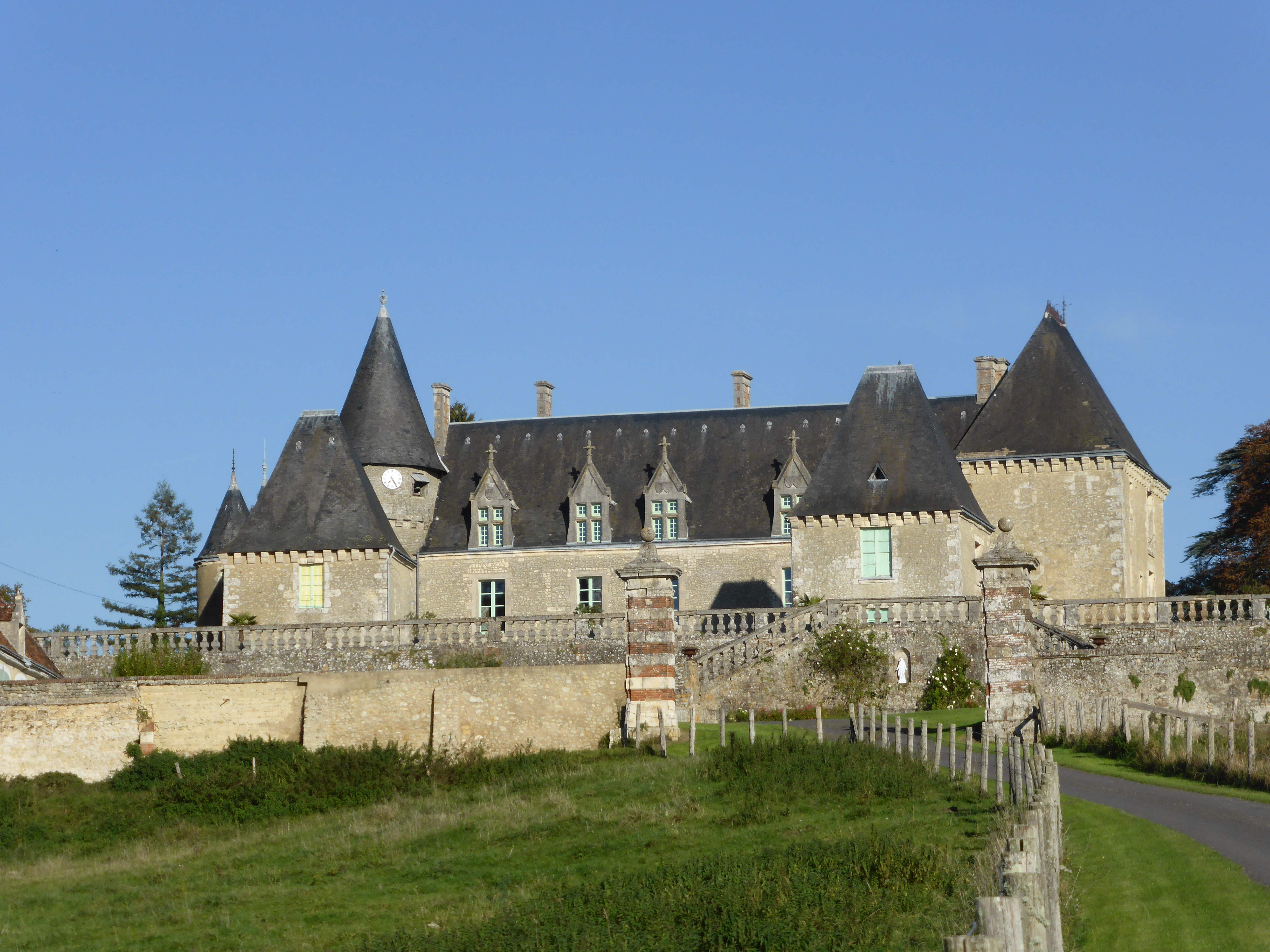
Château des Feugerets
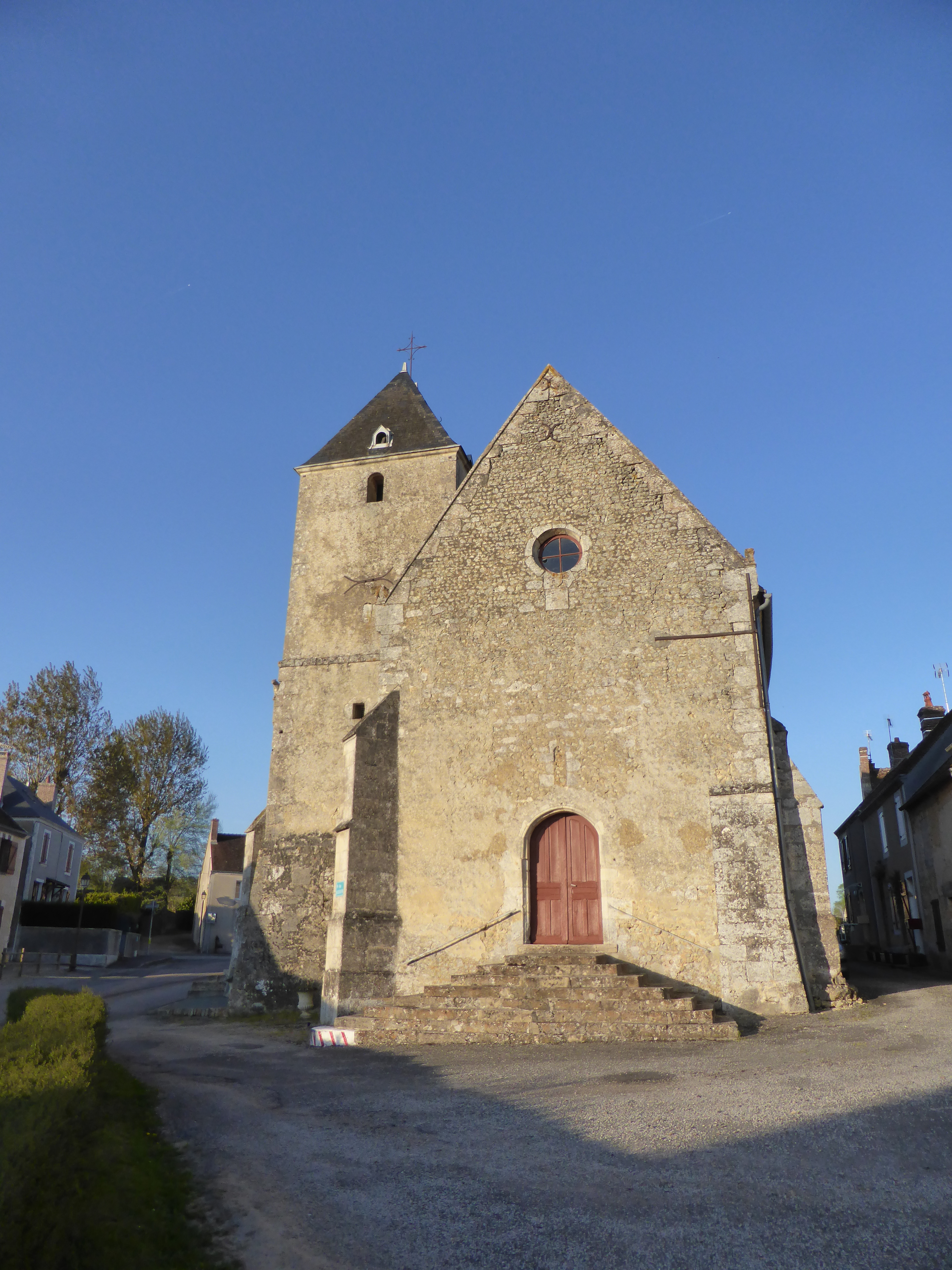
Kirche Saint-Pierre